# Popop
Cet article possède des paronymes, voir Pop-up et POPOP.
« Ravigotte » redirige ici. Pour l’article homophone, voir Ravigote.
Popop (Fethry Duck en VO) est un personnage de fiction de l'univers des canards créé en 1964 par le scénariste Dick Kinney et le dessinateur Al Hubbard pour les studios Disney.
Il est apparu pour la première fois le 2 août 1964 dans Un cousin à l'épreuve des bombes !!! (The Health Nut), une histoire conçue par le « Studio Program », et publiée dans le magazine italien Topolino no 453. Par la suite, il devient un personnage récurrent des histoires « Studio », puis dans les années 1970-80, d'un grand nombre d'histoires italiennes et brésiliennes. Il apparaît également sporadiquement dans les productions danoises et françaises.

## Personnalité
Popop incarne un beatnik, personnage anticonformiste de l’Amérique des années 50 et suivantes. Cela se voit par son apparence, longs cheveux et tenue décontractée dont un bonnet rouge et par son comportement qui ne correspondent pas aux conventions de la société, ce qui provoque des situations comiques. Par exemple, il peut dormir sur la tête car d'après un obscur gourou, l'afflux du sang vers le cerveau va lui permettre de se relaxer plus rapidement ou décider de se nourrir principalement de graines de soja pour la suite, changer rapidement de lubie. Il s'agit d'une caricature de la Beat Generation. Dans les histoires de Kinney, il est à l'origine un personnage extrêmement actif et touche-à-tout mais qui est la cause inévitable de catastrophes en tous genres. Il n'est pas bête mais possède sa logique propre, que Donald n'arrive pas à percer. Il voue une grande amitié à Donald mais l'exaspère au plus haut point sans même s'en apercevoir.
Dans les histoires françaises, son caractère s'est un peu affadi pour devenir celui d'un être benêt et très paresseux, n'aimant rien de mieux que dormir sur un bon oreiller, ce qui entre en contraste avec son concept original.

## Généalogie
D'après l'arbre généalogique conçu par Don Rosa en 1993, Popop est l'un des quatre petit-fils de Grand-Mère Donald et donc le cousin de Donald Duck et Gontran Bonheur. On y voit également qu'il est le frère de Abner Duck, leurs parents étant Barnabé Duck (Eider Duck en VO) et de Lulubelle Loufy (Lulubelle Loon en VO).
Le personnage s'est vu adjoindre un neveu, Bichou (Biquinho en version originale brésilienne), assez vif pour son âge qui a un style similaire portant lui aussi un bonnet rouge. Il apparaît pour la première fois dans l'histoire O Furacão Branco e Preto (non traduite en français) en 1982, mais sa première rencontre avec Popop se fait dans l'histoire Popop chez les Marrantos (O Nascimento do Biquinho). Cependant, Bichou ne figure pas dans l'arbre de Don Rosa et l'identité de ses parents n'est pas clairement définie dans les histoires.

## Apparition en bande dessinée
Depuis 1964, Popop est apparu dans plusieurs milliers d'histoires ou de gags. Le site INDUCKS en recense environ 4670 en janvier 2022, dont presque 1290 ont été publiés en France.
Dans les premières histoires de Kinney et Hubbard, Popop arrive de manière opportuniste chez Donald voulant lui imposer une nouvelle façon de vivre à base de promenades et de légumes bio. D'autres personnages font leur arrivée autour des premières histoires de Popop comme Catmembert (Tabby en VO), le chat de Donald qui fuit systématiquement Popop. Dans les histoires italiennes, il est même présenté comme étant le chat de Popop. Il y a également Moïse Lamouise (Hard Haid Moe en VO), un ermite solitaire et pugnace souvent accompagné de son chien Sakapuss (Houn' Dawg en VO)qu'on voit pour la première fois dans l'histoire Starduck academy (It's Music?).
En France, Popop débarque dans un premier temps en 1967 de manière très brève dans une histoire "prologue" dans le Mickey Parade no 786 sous le nom de Philibert. Il arrive de manière officielle dans le Journal de Mickey pour la publication de sa première histoire en 1971 avec le droit d'être sur la couverture. En avril 1995, dans Super Picsou Géant, une nouvelle rubrique apparaît du nom de Le Couac parodiant un journal d'information dirigé par Picsou et écrit par ses deux journalistes, Donald et Popop. On retrouve dans cette rubrique, une série de bande dessinée mettant en scène Popop du nom de Ma vie, par Popop de Gilles Corre. Le dessin est grossier et il y a des fautes et des ratures dans les lignes de dialogues pour faire croire que cette bande dessinée est réalisée par Popop lui même. Dans cette série, il vante les oreillers en plumes de thon qui seraient les meilleurs pour bien dormir.
Il reste très peu connu aux États-Unis, comme indiqué sur le site INDUCKS, avec seulement 3 histoires produites et environ 100 publiées (dont la plupart à partir des années 2000). Pourtant, plusieurs auteurs américains feront des histoires avec Popop dans le cadre de Program Studio, des histoires ayant pour but d'être exportées. L'un de ces auteurs, Tony Strobl en a créé beaucoup, notamment Popop le Grand Voyageur (Donald's Buzzin Cousin), une des rares histoires à être publiée sur le sol américain dans les années 60. Sa première histoire Un cousin à l'épreuve des bombes !!! ne sera publiée aux US qu'à partir de 2003.
Au Brésil, en revanche, il a beaucoup de succès et possède son propre magazine à son nom Penhina.

### Picsou directeur de journal
Dans une série créée par le Studio Program et reprise en France dans Picsou Magazine, Super Picsou Géant et le Journal de Mickey, on retrouve Popop journaliste au côté de Donald. Il travaille comme reporter (quand il ne fait pas la sieste) au journal de l'oncle Picsou, Duckburg Chronicles. En France, suivant les traductions, le journal s'appelle Le Clairon de Donaldville, Picsou Soir ou Picsou Mag,. Dès 1972, les auteurs italiens vont continuer la série en ajoutant de la féminité dans la rédaction avec Daisy et Chris Yéyé. La série va aussi être reprise au Brésil où Popop va entamer une histoire amoureuse avec la cane Ravigotte (Gloria en VO) en 1972 dans l'histoire Paz, Amor e Glória, inédite en France. La série est modernisée à partir de 2019 avec un recueil d'une dizaine d'histoires du nom de Papersera News presenta scénarisé et dessiné par Corrado Mastantuono débutant avec l'histoire Picsou et l'horoscope improvisé.

### Super Popop
Tout comme Donald, Dingo, Gontran et Daisy, il a eu droit à une tenue de super-héros en tant que Super Popop (Morcego Vermelho,). Il a été créé en mai 1973 par les brésiliens Ivan Saidenberg et Carlos Edgard Herrero avec l'histoire Tout commença ainsi (Tudo Começou Assim...). Super Popop doit se confronter à des méchants comme le Fantôme Noir et Oscar Rapace. Il tombe amoureux de l'héroïne Super Ravigotte sans savoir que c'est en réalité sa copine Ravigotte. Il rejoint le groupe de héros Club dos Herois au côté de Fantomiald, Fantomialde et Super Dingo. Puis en 2009, on les retrouve dans un autre groupe nommé Ultrahéros à partir de l'histoire Les ultrahéros : Prologue .

### Les Chroniques de la Baie
Le personnage réapparaît, cette fois le 10 juin 2001, dans le magazine italien Topolino no 2380 sous la plume d'Alberto Savini et les crayons de Silvio Camboni dans une série de vingt aventures intitulée Les Chroniques de la Baie (Le Storie Della Baia). Il fait équipe avec le marin Toby Dick et leurs aventures se déroulent dans Duckport, un port imaginaire où ils ont comme ennemi un certain Azimuth Van Beck, un riche entrepreneur qui a pour ambition de posséder toute la région. Ce dernier est assisté d'un acolyte nommé Sangola. Toute une série de personnages drôles et truculents entourent ce beau monde comme le goéland Tripes, Nina la diseuse de bonne aventure et propriétaire de l'auberge "La Perle Noire", Wang le vendeur chinois, le marin Lazy Jack et Isidore, le constructeur de bateaux du port.
En France, seuls dix-huit numéros sont parus dans le magazine Mickey Parade géant. En juillet 2018, Disney Hachette Presse imprime l'intégrale en trois volumes chez les marchands de journaux sous forme de hors série contenu dans un coffret collector : Les trésors engloutis, Pirates en vue ! et Les légendes des 7 mer.
- Histoires parues :

### Les hommes de L'A.N.P.E.
Le 11 septembre 2001, Popop revient sur le devant de la scène avec une série fantastique où il partage la vedette avec Donald Duck. Au sein de l'Agence pour la Non Prolifération des Extraterrestres, nos héros sont chargés de missions pour se débarrasser des menaces contre les canards. Sur des scénarios signés Lars Jensen et des dessins de Flemming Andersen, les deux acolytes vivent des aventures trépidantes.
D'inspiration purement danoise alors que les histoies de Les Chroniques de la Baie étaient italiennes, la série se veut comme un hommage aux productions cinématographiques fantastiques comme Ghostbusters ou Men in Black. Commencée en 2001 au Danemark dans le magazine Jumbobog, elle est toujours publiée à l'heure actuelle. 25 aventures en 3 tomes, intitulés Chasseurs de Monstres, ont été publiées en France dans la collection Mickey Parade Géant Hors série collector surnaturel du 6 juillet 2016 au 3 août 2016, disponibles dans un coffret collector : Manuel de survie no 1, Manuel de survie no 2 et Manuel de survie no 3.
- Histoires parues :

### La PIA
Popop est membre à mi-Temps de la P.I.A. (Picsou Intelligence Agency), une agence secrète fondée et dirigée par Balthazar Picsou afin de protéger son argent. Cette agence est apparue pour la première fois en 1966 dans l'histoire de Donald Mission Dog Finger (Paperino missione Bob Fingher), écrite par Carlo Chendi et dessinée par Giovan Battista Carpi. Il faut attendre 1988 avec l'histoire Quand la mission déraille (Paperino e l'incarico indiscutibile ) de Giorgio Figus et Franco Valussi pour que la série devienne régulière. Cette année marque aussi l'apparition de Popop dans les histoires de la P.I.A. pour faire équipe avec son cousin. Son nom de code dans l’agence est "MT12". La série compte environ 70 histoires et est toujours en cours de publication. En France, Disney Hachette Presse sort une intégrale de la série chez les marchands de journaux sous forme d'un hors série composé de 4 volumes à partir du 28 juin 2017 au 2 août 2017. Une deuxième saison sort également, toujours composée de 4 volumes, entre le 19 juillet 2019 et le 1er août 2019.

## Apparition en dessins animés
Le personnage apparaît dans le reboot de 2017 de La Bande à Picsou, lors de l'épisode 2 de la saison 2 qui lui est consacré, Plongée en eaux troubles avec Popop ! (The Depths of Cousin Fethry!). Dans cette version, il est excentrique, maladroit mais aime sa famille. Il revient par la suite dans l'épisode 24 de cette même saison Invasion Lunaire ! (Moonvasion!), et enfin dans le quadruple épisode clôturant la série : La dernière aventure (The Last Adventure!).
En version originale, c'est Tom Kenny qui incarne sa voix et en version française, Pierre Tessier.